# Zionistische Weltorganisation
Die Zionistische Weltorganisation (hebräisch הָהִסְתַּדְּרוּת הַצִּיּוֹנִית הָעוֹלָמִית ha-Histadrūt ha-Zijjōnīt ha-ʿŌlamīt, englisch World Zionist Organization, WZO) ist eine Nichtregierungsorganisation, welche auf Initiative Theodor Herzls 1897 vom ersten Zionistenkongress im Basler Stadtcasino gegründet wurde und vor allem die Schaffung einer nationalen Heimstätte für das jüdische Volk und die Förderung des Zionismus im Sinn hatte. Im Basler Programm forderte der erste Zionistische Kongress: „Der Zionismus strebt die Schaffung einer öffentlich-rechtlich gesicherten Heimstätte an für diejenigen Juden, die sich an ihren jetzigen Wohnorten nicht assimilieren können oder wollen.“

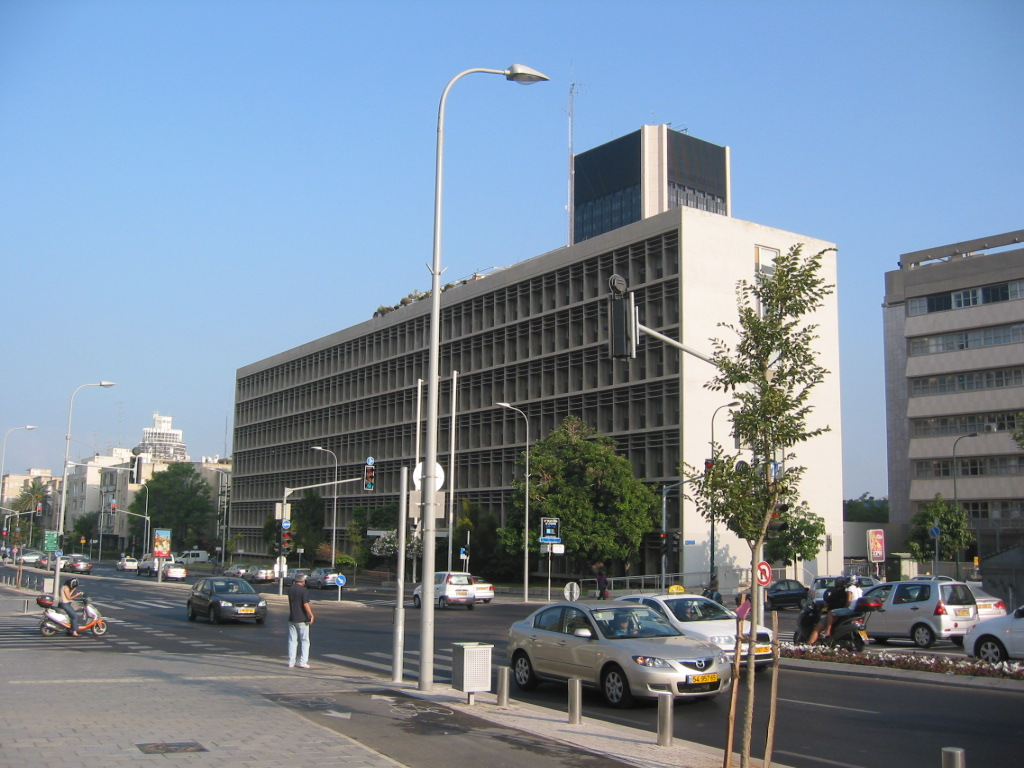
Tel Aviv: Ha-Sochnut von der Kreuzung Rechov Kaplan mit Rechov da Vinci, 2008

Die WZO besteht aus folgenden Gremien: den Weltzionistischen Verbänden, den territorialen zionistischen Föderationen und internationalen Organisationen, die sich als zionistisch definieren, wie WIZO, Hadassah, B’nai B’rith, Maccabi, die Weltsephardische Föderation, den drei großen Strömungen des weltweiten Judentums (orthodox, konservativ, reformiert), einer Delegation aus den GUS-Staaten (Gemeinschaft Unabhängiger Staaten, ehemalige Sowjetunion), der Weltunion der Jüdischen Studenten (WUJS) sowie die Jewish Agency for Israel, eine Zweigstelle der WZO, deren Ziele, Merkmale und Führung eng mit denen der jener in den Jahren vor der Gründung des Staates Israel und in unterschiedlichem Maße danach verbunden sind.

## Manifest
Von der Organisation heißt es selbst: 

“The World Zionist Organization is committed to promoting Zionism & the Zionist idea and the Zionist enterprise through Israel Education as vital and positive elements of contemporary Jewish life, in accordance with the principles articulated in the Jerusalem Program. This manifesto is dedicated to instilling the centrality of Israel and Jerusalem its capital deep within Jewish consciousness, encouraging the return to Zion, fashioning an exemplary society in the Jewish state, expanding Zionist education including Hebrew language instruction, settling the land, and combating Anti-Semitism. The WZO strives to enhance the impact of Zionist ideology and activity in Jewish communities around the world, including Israel, both by working through shlichim of the Zionist Federations and their constituent bodies and by influencing the agenda of the organized Jewish community, particularly through its involvement with the Jewish Agency for Israel.”

Übersetzung

„Die zionistische Weltorganisation setzt sich dafür ein, den Zionismus, die zionistische Idee und das zionistische Unternehmen durch israelische Bildung als wesentliche und positive Elemente des zeitgenössischen jüdischen Lebens zu fördern, gemäß den in dem Jerusalemer Programm formulierten Prinzipien. Dieses Manifest ist darauf ausgerichtet, die Zentralität Israels und Jerusalems als seiner Hauptstadt tief im jüdischen Bewusstsein zu verankern, die Rückkehr nach Zion zu fördern, eine vorbildliche Gesellschaft im jüdischen Staat zu gestalten, die zionistische Bildung, einschließlich des Hebräischunterrichts, auszubauen, das Land zu besiedeln und Antisemitismus zu bekämpfen. Die WZO strebt an, die Wirkung der zionistischen Ideologie und Aktivitäten in jüdischen Gemeinschaften weltweit, einschließlich Israel, zu verstärken, sowohl durch die Arbeit mit den Shlichim der zionistischen Verbände und ihrer Mitgliedsorganisationen als auch durch die Beeinflussung der Agenda der organisierten jüdischen Gemeinschaft, insbesondere durch ihr Engagement in der Jewish Agency for Israel.“

## Geschichte
Die Zionistische Organisation (Zionist Organization, ZO) wurde 1897 auf dem ersten Zionistischen Kongress in Basel, Schweiz, gegründet. Sie diente als Dachorganisation für die zionistische Bewegung mit dem Ziel, eine jüdische Heimat in Eretz Yisrael zu schaffen, die damals unter dem Osmanischen Reich und später unter dem britischen Mandat stand. 1960 wurde die ZO in Weltzionistische Organisation (World Zionist Organization, WZO) umbenannt und eine neue Verfassung verabschiedet. Die ZWO war entscheidend für die Entwicklung des modernen Zionismus und die Schaffung des Staates Israel im Jahr 1948. Sie hat bis heute Einfluss auf die zionistische Bewegung und die jüdische Diaspora.
Die Finanzen der WZO wurden durch den Jewish Colonial Trust (1899) verwaltet, während der Erwerb von Land durch den Jewish National Fund (1901) erfolgte. Keren Hayesod, gegründet 1920, finanzierte zionistische Aktivitäten vor der Gründung des Staates Israel. Die Organisation investierte dafür in die Entwicklung der Infrastruktur in den jüdischen Siedlungen, einschließlich der Schaffung von Schulen, medizinischen Einrichtungen und landwirtschaftlichen Betrieben und war zusätzlich aktiv in der politischen Lobbyarbeit, um internationale Unterstützung für das zionistische Anliegen zu gewinnen. Dies führte unter anderem zur Balfour-Deklaration von 1917, in der die britische Regierung ihre Unterstützung für die Schaffung einer „nationalen Heimstätte für das jüdische Volk“ im britischen Mandatsgebiet erklärte.

## Verwaltungssitz ha-Sochnut
Die Hauptverwaltung, offiziell Bejt ha-Histadrūt ha-Zijjōnīt ha-ʿŌlamīt (בֵית הָהִסְתַּדְּרוּת הַצִּיּוֹנִית הָעוֹלָמִית Haus der Zionistischen Weltorganisation), landläufig aber als Binjan ha-Sochnut oder Bejt ha-Sochnut (בִּנְיָן הַסּוֹכְנוּתִ bzw. בֵית הַסּוֹכְנוּתִ Gebäude bzw. Haus der Agentur) oder kurz ha-Sochnut bezeichnet, befindet sich in Tel Aviv-Jaffa auf der nördlichen Seite des Rechov Kaplan zwischen Rechov Dubnow und Rechov da Vinci, einem Viertel, das bis 1943 zur westlichen Feldmark Saronas gehörte. Den heutigen Hauptsitz der Zionistischen Weltorganisation errichteten Benjamin Idelson und Arieh Scharon zwischen 1961 und 1965.

## Präsidenten
- 1897–1904: Theodor Herzl
- 1905–1911: David Wolffsohn
- 1911–1920: Otto Warburg
- 1921–1931: Chaim Weizmann
- 1931–1935: Nachum Sokolow
- 1935–1946: Chaim Weizmann
- 1946–1956: Amt vakant
- 1956–1968: Nahum Goldmann
- 1968–1972: Ehud Avriel

## Exekutivvorsitzende der Zionistischen Weltorganisation sowie der Jewish Agency for Israel
- 1963–1968: Simon Greenberg
- 1968–1973: Louis Arie Pincus
- 1972–1978: Yitzhak Navon
- 1973–1975: Aryeh Dolchin
- 1975–1975: Pinhas Sapir
- 1975–1976: Aryeh Dolchin
- 1976–1978: Yosef Almogi
- 1978–1987: Aryeh Dolchin
- 1987–1994: Simcha Dinitz
- 1994–1995: Yehiel Leket
- 1995–1999: Avraham Burg
- 1999–2005: Sallai Meridor
- 2005–2009: Zeev Bielski
- seit 2010: Avraham Duvdevani

## ZentralorganHaolam
Von 1907 bis 1950 (mit geringen Unterbrechungen) veröffentlichte die Zionistische Weltorganisation die Wochenzeitung Haolam 
(הָעוֹלָם ha-ʿŌlam, deutsch ‚Die Welt‘) als ihr Zentralorgan. Sie erschien zunächst in Köln, dann an unterschiedlichen europäischen Verlagsorten.

## Heute
Heute trifft sich die WZO alle 4 bis 5 Jahre in Jerusalem. Teilnehmen können heute nur noch Organisationen, die sich für israelische Bürger einsetzen. Die politische Richtung spielt dabei keine Rolle.